# تقسیم طولانی

تقسیم طولانی انگلیسی

در ریاضیات و حساب، عمل تقسیم طولانی نوعی الگوریتم حساب است که اکثراً برای نوشتن و محاسبه روی کاغذ استفاده می‌شود. تقسیم طولانی به شیوه اوراسیایی و انگلیسی با هم تفاوت اندکی در محل قرارگیری اعداد دارند.

## تقسیم طولانی اوراسیایی
این نوع تقسیم بیشتر در نواحی آسیایی و بعضی نواحی اروپا و آمریکای مرکزی رواج دارد. این تقسیم در ایران با نام تقسیم چکشی شناخته می‌شود.